# نهاية دالة
| x    | {\displaystyle {\frac {\sin x}{x}}} |
| ---- | ----------------------------------- |
| 1    | 0.841471                            |
| 0.1  | 0.998334                            |
| 0.01 | 0.999983                            |

تقترب ‎(sin x)/x من 1 كلما اقتربت x من الصفر. نقول «نهاية ‎(sin x)/x تساوي 1، مع اقتراب x من الصفر.» وإن كانت الدالة ‎(sin x)/x غير محددة في الصفر.
تعتبر نهاية أو غاية دالة إحدى المفاهيم الأساسية في التحليل الرياضي، وبشكل عام يمكن القول أن:
للدالة f نهاية L عند النقطة p. مما يعني أن القيم التي تأخذها الدالة f تقترب بشكل كبير من القيمة L عند النقاط القريبة من p أو عندما يقترب المتغير المستقل x بشكل كبير من p.
نقول أن للدالة "f" نهاية في "L" إذا وجدت قيمة صغيرة "ε>0 "ε حيث f-L|<ε|.

## التاريخ
انظر إلى برنارد بولزانو.

## تعريفات
يكون العدد الحقيقى b نهاية الدالة (f(x عندما تؤول x إلى a إذا وُجد لكل عدد 0 <ε, عدد ઠ (يعتمد عادة على ε) حيث ان
لكل x تنتمى G وتحقق العلاقة ઠ> |x-a|> 0 تستلزم أن العلاقة
|ε> |f(x) - b تكون متحققة.
وبتعبير آخر، إذا كانت b هي نهاية دالة ما عند النقطة a فإن هذا يستلزم أن تكون قيم الدالة قريبة جدا من العدد b عندما تكون قيم x قريبة قربا كافيا من a.
لتكن {\displaystyle A\subset \mathbb {R} }, النقطة c هي نقطة تراكم (cluster point)لـ A إذا توفر ما يلي:

لكل {\displaystyle \delta >0} يوجد على الأقل نقطة واحدة {\displaystyle x\in \mathbb {A} } حيث.
{\displaystyle |x-y|<\delta }.
لتكن {\displaystyle A\subset \mathbb {R} }, و c نقطة تراكم لـ A , للدالة f:A→R , يقال عن العدد الحقيقي L أنه نهاية الدالة (f(x التي تؤول إلى c إذا أعطي أي ε>0 يوجد {\displaystyle \delta >0} بحيث إذا كانت {\displaystyle x\in \mathbb {A} } و {\displaystyle 0<|x-c|<\delta } إذاً {\displaystyle |f(z)-L|<\epsilon }.

## العلاقة بالإستمرارية (الإتصال)
كل دالة قابلة للاشتقاق هي دالة مستمرة، ولكن ليست كل دالة مستمرة هي دالة قابلة للاشتقاق، وهذه الخاصية غير مفيدة في حالة دالة فايرشتراس.

## خصائص

### قاعدة التسلسل
{\displaystyle \lim _{y\to d}f(y)=e}, و{\displaystyle \lim _{x\to c}g(x)=d\Rightarrow \lim _{x\to c}f(g(x))=e}
 غير صحيحة. ولكنها تصير صحيحة إذا توافر أحد الشرطين التاليين: أن يكون f(d) = e (أي أن الدالة f متصلة في d), أو أن الدالة g لا تأخذ القيمة d قرب c (أي أنه يوجد {\displaystyle \delta >0} حيث إذا توفر {\displaystyle 0<|x-c|<\delta } فإن {\displaystyle |g(x)-d|>0}).

### الجمع والتكامل
نظرية
العدد {\displaystyle A\subset \mathbb {R} } هو نقطة تراكم للمجموعة A الجزئية من R إذا وفقط إذا وجدت متتابعة {\displaystyle \left(a_{n}\right)} في A بحيث {\displaystyle \lim _{n\to \infty }a_{n}=c} و {\displaystyle \forall n\in \mathbb {N} \;:\;a_{n}\neq c} .
 مثال:
الفترة المفتوحة{\displaystyle A_{1}=\left(0,1\right)} كل نقطة في الفترة المغلقة [0,1] هي نقطة تراكم لـ{\displaystyle A_{1}}.
النقاط 0,1 هي نقاط تراكم لـ {\displaystyle \left(A_{1}\right)} لكنها لا تنتمي إلى
```

  

    

      

        

          
(

          

            
A

            

              
1

            

          

          
)

        

      

    

    
{\displaystyle \left(A_{1}\right)}

  

. كل النقاط في 

  

    

      

        

          
(

          

            
A

            

              
1

            

          

          
)

        

      

    

    
{\displaystyle \left(A_{1}\right)}

  

 هي نقاط تراكم ل 

  

    

      

        

          
(

          

            
A

            

              
1

            

          

          
)

        

      

    

    
{\displaystyle \left(A_{1}\right)}

  

```

1. المجموعة المنتهية ليس لديها نقاط تراكم
2. المجموعة غير المنتهية N ليس لديها نقاط تراكم

نظرية
إذا كانت الدالة f:A→R و c نقطة تراكم لـ A إذاً f لها نهاية واحدة (وحيدة) إلى c
نظرية
لتكن f:A→R و c نقطة تراكم لـ A إذاً العبارات التالية متكافئة:
{\displaystyle \lim _{x\to \mathbf {c} }f(x)=L}
إذا أعطي {\displaystyle \epsilon } جوار لـL
```

  

    

      

        

          

            
V

          

          

            
ϵ

          

        

        

          
(

          
L

          
)

        

      

    

    
{\displaystyle \mathbf {V} _{\epsilon }\left(L\right)}

  

 يوجد

  

    

      

        
δ

      

    

    
{\displaystyle \delta }

  

 جوار لـ c 

  

    

      

        

          

            
V

          

          

            
δ

          

        

        

          
(

          
C

          
)

        

      

    

    
{\displaystyle \mathbf {V} _{\delta }\left(C\right)}

  

 بحيث x≠c هي أي نقطة في 

  

    

      

        

          

            
V

          

          

            
ϵ

          

        

        

          
(

          
C

          
)

        

        
∩

        

          
A

        

      

    

    
{\displaystyle \mathbf {V} _{\epsilon }\left(C\right)\cap \mathbf {A} }

  

 إذاً

  

    

      

        
f

        
(

        
x

        
)

        
∈

        

          

            
V

          

          

            
ϵ

          

        

        

          
(

          
L

          
)

        

      

    

    
{\displaystyle f(x)\in \mathbf {V} _{\epsilon }\left(L\right)}

  

```

### أمثلة
1) {\displaystyle \lim _{x\to \mathbf {c} }b=b}
الحل
أفترض f(x)=b, لكل{\displaystyle x\in \mathbb {R} }, نريد إثبات أن {\displaystyle \lim _{x\to \mathbf {c} }f(x)=b}
، وإذا كان {\displaystyle \epsilon >o}, نفترض {\displaystyle \delta =1}.
(في الحقيقة في أي {\displaystyle \delta } موجبة ستكون كافية للغرض«أي أي عدد موجب سيكون مقبول»),
إذا {\displaystyle 0<|x-c|<1} , ((الواحد تعويض عن {\displaystyle \delta }))
لدينا {\displaystyle |f(x)-b|=|b-b|=0<\epsilon } وبما أن {\displaystyle \epsilon >0}أجراء تعسفي (إجباري), نستنتج من تعريف النهاية
أن {\displaystyle \lim _{x\to \mathbf {c} }f(x)=b}
2) {\displaystyle \lim _{x\to \mathbf {c} }x=b} 
الحل:
لتكن g(x)=x , لكل {\displaystyle x\in \mathbb {R} } , إذا كان{\displaystyle \epsilon >0} نختار {\displaystyle \delta _{\left(\epsilon \right)}=\epsilon } إذاًو إذا كانت
```

  

    

      

        
0

        
<

        

          
|

        

        
x

        
−

        
c

        

          
|

        

        
<

        

          
δ

          

            

              
(

              
ϵ

              
)

            

          

        

      

    

    
{\displaystyle 0<|x-c|<\delta _{\left(\epsilon \right)}}

  

, يكون لدينا 

  

    

      

        

          
|

        

        
g

        
(

        
x

        
)

        
−

        
c

        

          
|

        

        
=

        

          
|

        

        
x

        
−

        
c

        

          
|

        

        
<

        
ϵ

      

    

    
{\displaystyle |g(x)-c|=|x-c|<\epsilon }

  

, بما أن 

  

    

      

        
ϵ

        
>

        
0

      

    

    
{\displaystyle \epsilon >0}

  

, نستنتج أن 

  

    

      

        

          
lim

          

            
x

            
→

            

              
c

            

          

        

        
g

        
=

        
c

      

    

    
{\displaystyle \lim _{x\to \mathbf {c} }g=c}

  

```

مما يعني أن {\displaystyle \lim _{x\to \mathbf {c} }x=c}

### نظرية [معيار المتتابعة
إذا كانت f:A→R ولنفرض أن c نقطة تراكم لـA إذا تحقق 1و2 فإنهما متكافئتان:
1/ صورة المتتابعة تحت تأثير الدالة A تؤدي إلى L
```

  

    

      

        

          
(

          

            

              
lim

              

                
x

                
→

                

                  
c

                

              

            

            
f

            
=

            
L

          

          
)

        

      

    

    
{\displaystyle \left(\lim _{x\to \mathbf {c} }f=L\right)}

  

```

2/ لكل متتابعة {\displaystyle \left(x_{n}\right)} في A تتقارب إلى c بحيث {\displaystyle x_{n}\neq c} لكل {\displaystyle n\in \mathbb {N} } , المتتابعه
```

  

    

      

        

          
(

          

            
x

            

              
n

            

          

          
)

        

      

    

    
{\displaystyle \left(x_{n}\right)}

  

 تتقارب إلى L
```

### معيار التباعد
لنفرض أن {\displaystyle A\subset \mathbb {R} } ولنفرض أن f:A→R أن C نقطة تراكم
1/ إذا كانت {\displaystyle l\in \mathbb {R} } ليس لها نهاية عند c إذا وفقط إذا وجدت متتابعة {\displaystyle x_{n}} في A و{\displaystyle x_{n}\neq c} لكل {\displaystyle n\in \mathbb {N} } بحيث المتتابعة {\displaystyle x_{n}} تتقارب إلى c لكن المتتابعة
```

  

    

      

        

          
(

          

            
f

            

              
(

              

                
x

                

                  
n

                

              

              
)

            

          

          
)

        

      

    

    
{\displaystyle \left(f\left(x_{n}\right)\right)}

  

 لا تتقارب إلى L
```

2/الدالة f ليس لها نهاية عند c إذا وفقط إذا وجدت متتابعة {\displaystyle x_{n}} في A و
```

  

    

      

        

          
x

          

            
n

          

        

        
≠

        
c

      

    

    
{\displaystyle x_{n}\neq c}

  

 لكل 

  

    

      

        
n

        
∈

        

          
N

        

      

    

    
{\displaystyle n\in \mathbb {N} }

  

 بحيث المتتابعة 

  

    

      

        

          
x

          

            
n

          

        

      

    

    
{\displaystyle x_{n}}

  

 تتقارب إلى c لكن المتتابعة.
```

{\displaystyle \left(f\left(x_{n}\right)\right)} ليست تقاربية في R

### أمثلة
1/ {\displaystyle \lim _{x\rightarrow 0}\left({\frac {1}{x}}\right)} غير موجودة
الحل
نفرض أن {\displaystyle \varphi \left(x\right)={\frac {1}{x}}} إذا كانت x>0 سنعتبر c=0
إذا أخذنا المتتابعة لـ{\displaystyle \left(x_{n}\right)} حيث {\displaystyle n\in \mathbb {N} } ,
{\displaystyle x_{n}={\frac {1}{x}}} هذا سيؤدي إلى أن {\displaystyle \lim _{x\rightarrow 0}x_{n}=0} لكن
{\displaystyle \left(x_{n}\right)={\frac {1}{\frac {1}{n}}}=n} وكما نعلم أن المتتابعة
{\displaystyle \left(\varphi \left(x_{n}\right)\right)=n} ليست تقاربية في R حيث أنها ليست محدودة بالتالي حسب نظرية معيار التباعد فإن {\displaystyle \lim _{x\rightarrow 0}{\frac {1}{x}}} غير موجودة.